# غابرييل كولومبو
غابرييل كولومبو (بالإيطالية: Gabriele Colombo)‏ هو دراج إيطالي، ولد في 11 مايو 1972 في فاريزي في إيطاليا.

## وصلات خارجية
- غابرييل كولومبو على موقع الاتحاد الدولي للدراجات (الإنجليزية)
- غابرييل كولومبو على موقع أرشيف الدراجات (الإنجليزية)
- غابرييل كولومبو على موقع إحصائيات الدراجات الإحترافية (الإنجليزية)
- غابرييل كولومبو على موقع نسبة الدراجات (الإنجليزية)
- غابرييل كولومبو على موقع CycleBase (الإنجليزية)